# Институт археологии и этнографии СО РАН
Федеральное государственное бюджетное учреждение науки Институт археологии и этнографии Сибирского отделения Российской академии наук — один из научно-исследовательских институтов Сибирского отделения РАН, расположенный в Новосибирском Академгородке.

## Общие сведения
Основной целью Института является выполнение фундаментальных научных исследований и прикладных работ в рамках приоритетного направления в области археологии и этнографии — изучение культурно-исторических процессов в древности и средневековье, новом и новейшем времени на территории Евразии, включая:
- исследование проблем первоначального заселения Евразии, эволюции культуры, хозяйственной деятельности и среды обитания человека в каменном веке;
- изучение проблем этногенеза, палеоантропологии, реконструкции этносоциальных процессов в эпохи палеометалла и средневековья, истории первых классовых образований, связи древних и средневековых культур Северной, Центральной и Восточной Азии и сопредельных территорий;
- исследование традиционной культуры, идеологии и социальной организации коренного населения Сибири и Дальнего Востока, традиционной материальной и духовной культуры русского населения Сибири, современных этнических процессов в азиатской части России;
- инновационные, экспертные, изыскательные и реставрационные работы по сохранению историко-культурного наследия в работах новостроек.

## История
- Постоянная комиссия при Президиуме Сибирского отделения Академии наук СССР создана в конце 1958 года во главе с новосибирцем, доктором философских наук И. И. Матвеенковым.
- Постоянная комиссия преобразована в Сектор истории промышленности Института экономики и организации промышленного производства (1961).
- Сектор преобразован в Отдел гуманитарных исследований Института экономики и организации промышленного производства (1965).
- Из отдела организован Институт истории, филологии и философии (1966)
- В 1990 году Институт истории, филологии и философии был преобразован в сложный по структуре Объединённый институт истории, филологии и философии, генеральным директором которого стал академик А. П. Деревянко. Это была своего рода научная конфедерация. В её состав вошли Институт истории, Институт филологии, Институт философии и права и Институт археологии и этнографии.
- В 2001 году Институт археологии и этнографии приобрёл полную самостоятельность.

## Структура
В составе института следующие научные подразделения:
- Отдел археологии каменного века (заведующий — член-корр. РАН М. В. Шуньков):
  - Сектор археологии палеолита (заведующий — д.и.н. С. В. Маркин)
  - Сектор археологии неолита (заведующий — д.и.н. В. Е. Медведев)
- Отдел археологии палеометалла (заведующий — акад. В. И. Молодин):
  - Сектор археологии бронзового и железного века (заведующий — д.и.н. С. П. Нестеров)
  - Сектор зарубежной археологии (заведующий — д.и.н. А. В. Табарев)
  - Сектор антропологии (заведующая — д.и.н. Т. А. Чикишева)
- Отдел этнографии (заведующая — д.и.н. И. В. Октябрьская)
- Отдел геохронологии кайнозоя (заведующая — д.и.н. В. Н. Зенин)
- Отдел музееведения (заведующая — к.и.н. И. В. Сальникова):
  - Музейно-источниковедческий сектор
  - Организационно-выставочная группа
- Научно-образовательный отдел (заведующий — к.и.н. К. К. Павленок):
  - Амурская лаборатория археологии и этнографии, г. Благовещенск (заведующий — д.и.н. С. П. Нестеров)
  - Кузбасская лаборатория археологии и этнографии, г. Кемерово (заведующий — д.и.н. В. В. Бобров)
  - Лаборатория археологии и палеогеографии Средней Сибири, г. Красноярск (заведующий — д.и.н. Н. И. Дроздов)
  - Лаборатория археологии и палеоэкологии, г. Иркутск (заведующая — к.и.н. Е. А. Липнина)
  - Лаборатория археологии и этнографии Южной Сибири, г. Барнаул (заведующий — д.и.н. Ю. Ф. Кирюшин)
  - Сахалинская лаборатория археологии и этнографии, г. Южно-Сахалинск (заведующий — д.и.н. А. А. Василевский)
  - Якутская лаборатория археологии и палеоэкологии, г. Якутск (заведующий — д.и.н. А. Н. Алексеев)
- Омский филиал (директор — д.и.н. Н. А. Томилов)
- Отдел охранно-спасательной археологии (заведующий — к.и.н. А. А. Цыбанков)
- Лаборатория «Геоархеология и палеоэкология человека» (заведующий — член-корр. РАН М. В. Шуньков)

## Знаменитые сотрудники
- академик А. П. Окладников (1908—1982)
- академик А. П. Деревянко
- академик В. И. Молодин
- член-корреспондент РАН А. И. Кривошапкин
- член-корреспондент РАН Н. В. Полосьмак
- член-корреспондент РАН М. В. Шуньков
- профессор РАН К. А. Колобова

## Музеи
При институте имеются два музея:
- Музей истории и культуры народов Сибири и Дальнего Востока[2] на улице Золотодолинской, в котором до октября 2012 года хранилась Алтайская принцесса, которая в настоящее время передана в специально построенное здание в Горно-Алтайске.
- Историко-архитектурный музей под открытым небом, с памятником федерального значения: Спасо-Зашиверская церковь (дар правительства Якутии).

## Журнал
Институт с 2000 года выпускает международный рецензируемый журнал «Археология, этнография и антропология Евразии». Журнал выходит в двух идентичных версиях — на русском и английском языках, по четыре номера в год. Каждый номер журнала составляет 20,5 уч.-изд. л.